# ハーバート・ウィリアム・ハインリッヒ
ハーバート・ウィリアム・ハインリッヒ（Herbert William Heinrich、1886年10月6日 - 1962年6月22日）は、アメリカ合衆国の保険会社社員である。1930年代のアメリカにおける労働安全の先駆者であり、ハインリッヒの法則に名を残す。

## 生涯
1886年10月6日に、バーモント州ベニントンで生まれた。
損害保険会社・トラベラーズ保険に入社し、1931年に著書"Industrial Accident Prevention, A Scientific Approach"（労働災害の防止、科学的アプローチ）を発表したときは、同社の技術・検査部門の副部長だった。この本のハインリッヒが実証したことは、今日では「ハインリッヒの法則」として知られている。それは、労働災害において、1つの重大事故に対して、その背後には29件の軽微な事故、300件の異常（ヒヤリ・ハット）が存在するというものである。
ハインリッヒは、1962年6月22日に75歳で死去した。

## ハインリッヒの法則
ハインリッヒの研究は、全ての労働災害の95%は安全でない行為が原因であるというもので、この分野の専門家の間では行動に基づく安全(BBS)理論の基礎とされている。事故を起こした労働者を非難して、その原因を詳細に調査しなかった監督者が作成した事故報告書を何千件も調査した結果、ハインリッヒはこの結論に達した。
職場での事故や傷病の88%は「人の失敗」が原因であるというハインリッヒが提示した数字は、ハインリッヒの理論の中でも最も引用されるものであるが、ハインリッヒの著書では、雇用者に対し、単に労働者の行動に注目するだけでなく、危険をコントロールすることを奨励している。「統計的な記録がどれほど個人の欠点を強調していても、教育活動の必要性がどれほど切実に示されていても、物理的な危険の修正や除去を規定していない安全手順は完全ではないし、満足できるものではない」とハインリッヒは著書の中で書いている。ハインリッヒはこの点を重視し、著書の100ページを機械的なガードのテーマに費やしている。
ハインリッヒの研究は、ブルース・メインやW・エドワーズ・デミングなどから、時代遅れで非科学的だと批判されている。メインは、ハインリッヒの法則は、行動を重視したモデルではなく、設計における安全性を重視したモデルに置き換えるべきだと考えている。